# 第83届奥斯卡金像奖
第83届奥斯卡颁奖典礼是美国电影艺术与科学学院旨在表彰2010年最优秀电影的一场晚会，于太平洋时区2011年2月27日下午17点30分（北美东部时区晚上20点30分）在洛杉矶好莱坞的杜比剧院举行，共计颁发了24个类别的奥斯卡金像奖（也称学院奖）。晚会通过美国广播公司在美国直播，由布鲁斯·科恩和唐·米斯彻担任制作人，米斯彻还是晚会的电视转播导演。男演员詹姆斯·弗兰科和女演员安妮·海瑟薇首度担任主持人。
該届奥斯卡颁奖晚会还与另外两場颁奖典礼相关联。2010年11月13日，第二届学院主席奖颁奖典礼在好莱坞和高地中心大宴会厅举行。2011年2月12日，玛丽莎·托梅在比佛利山的比佛利威尔希尔饭店主持颁发了奥斯卡科技成果奖。
《盗梦空间》和《国王的演讲》均获得了4项大奖，是这个夜晚获奖最多的电影，其中《国王的演讲》拿下了最佳影片奖。其它获奖电影包括胜出3项的《社交网络》，获奖2项的《爱丽丝梦游仙境》、《斗士》和《玩具总动员3》，以及胜出1项的《黑天鹅》、《爱神》、《更好的世界》、《监守自盗》、《失物招领》、《不再是陌生人》和《狼嚎再起》（The Wolfman）。晚会的电视直播平均吸引了近3800万美国观众收看。

## 获奖和提名
太平洋时区2011年1月25日早上5点38分（协调世界时下午13点38分），美国电影艺术与科学学院主席汤姆·谢拉克（Tom Sherak）和女演员莫妮克一起在加利福尼亚州比佛利山的塞缪尔·戈尔德温剧院公布第83届奥斯卡金像奖提名名单。《国王的演讲》以12项提名领跑，《大地惊雷》以10项紧随其后。
获奖作品在2011年2月27日举行的颁奖典礼上公布。《玩具总动员3》成为历史上第三部获最佳影片奖提名的动画片。《大地惊雷》是继2002年的《纽约黑帮》以来首部10项提名全部落空的电影。因《127小时》获影帝提名的詹姆斯·弗兰科也是晚会的主持人，上一次有主持人获提名则要追溯到1987年举行的第59届奥斯卡颁奖典礼，当时的主持人保羅·霍根获得了原著剧本奖提名；如果把奖项范围缩窄至表演类别，那么弗兰科就是继1973年第45届奥斯卡颁奖典礼上的迈克尔·凯恩以来首位获表演类奖项提名的主持人。克里斯蒂安·贝尔和梅丽莎·里奥因《斗士》分别拿下男、女配角奖，这也是继1986年的《汉娜姐妹》以来第一次有电影赢得两个配角表演奖项。

### 奖项

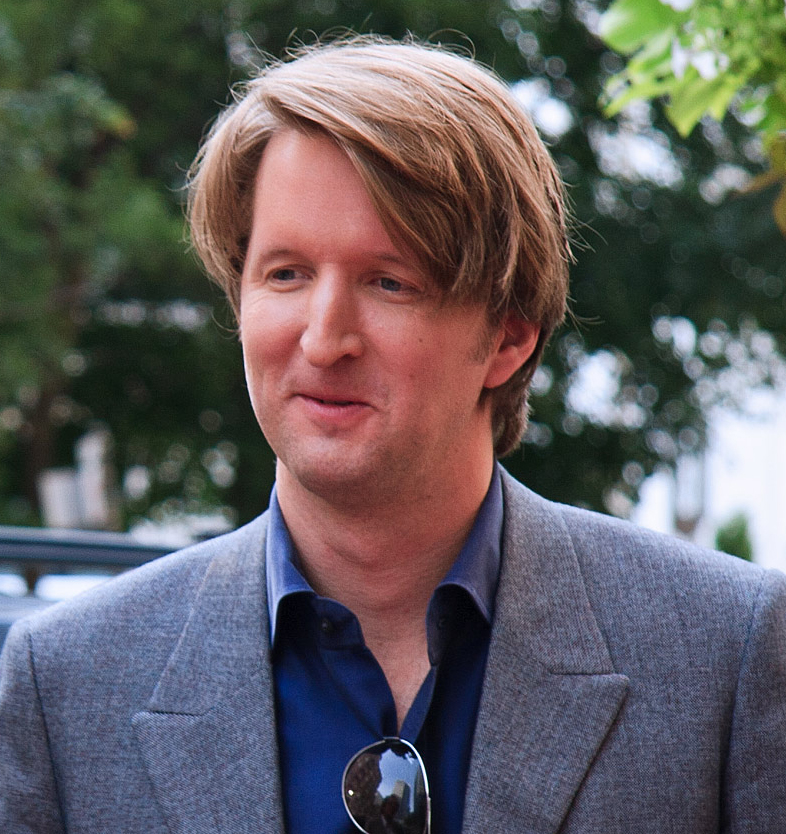
汤姆·霍珀因《国王的演讲》获导演奖

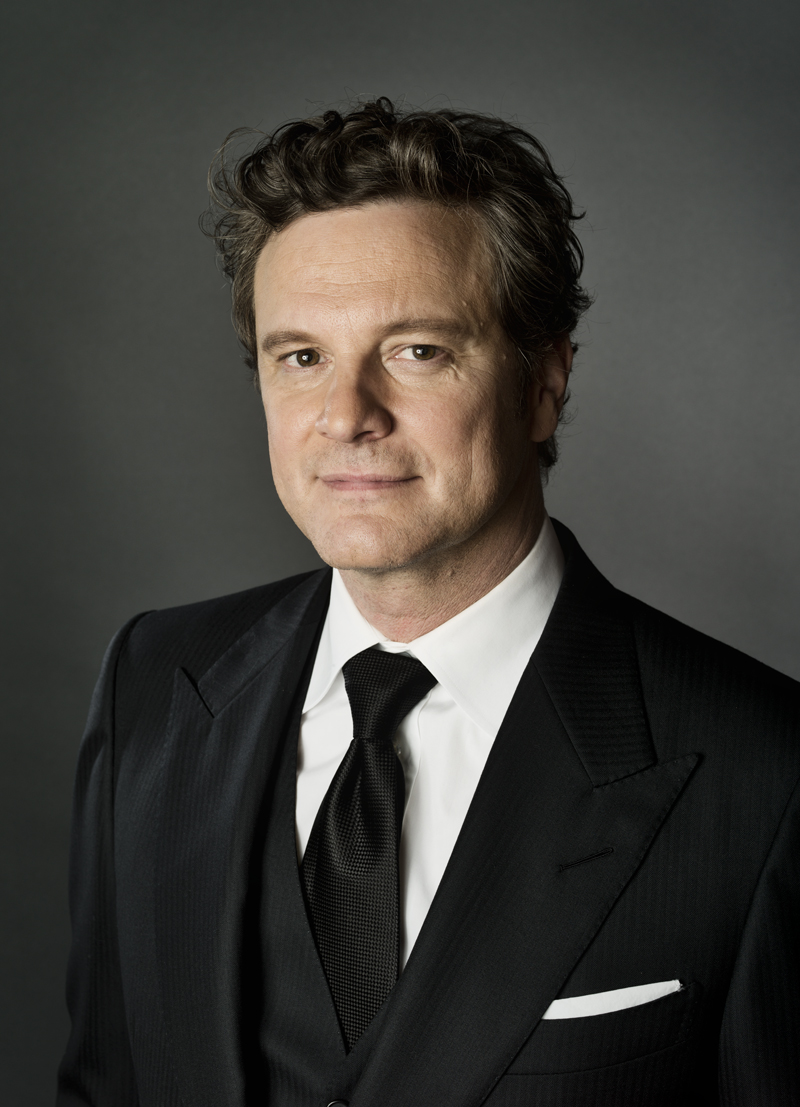
科林·费尔斯因《国王的演讲》获男主角奖

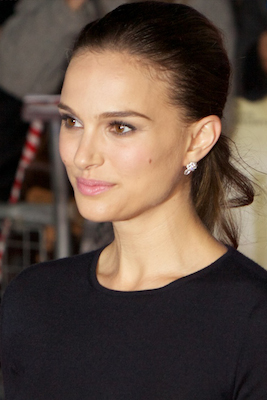
娜塔莉·波特曼因《黑天鹅》获女主角奖

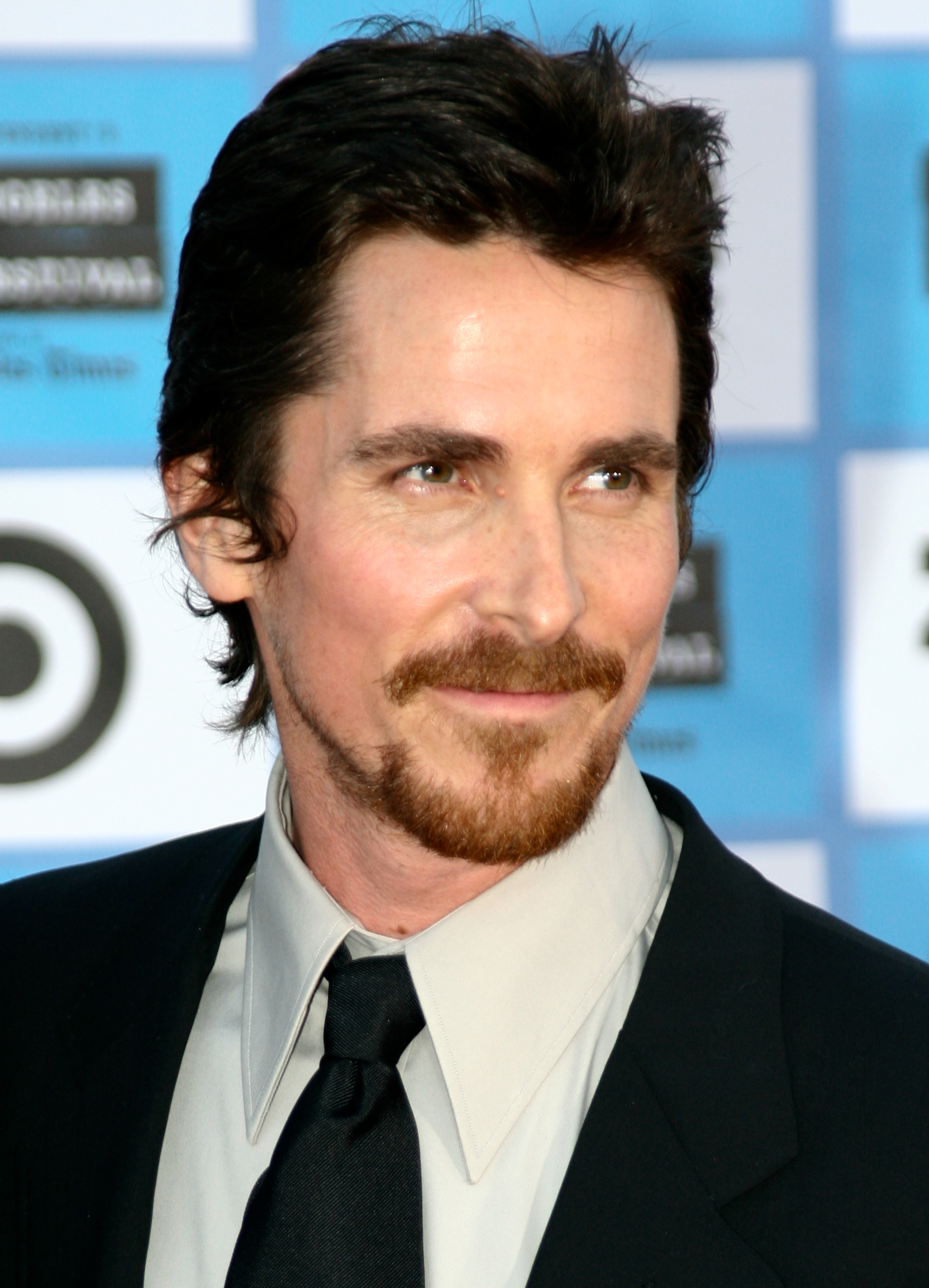
克里斯蒂安·贝尔因《斗士》获男配角奖

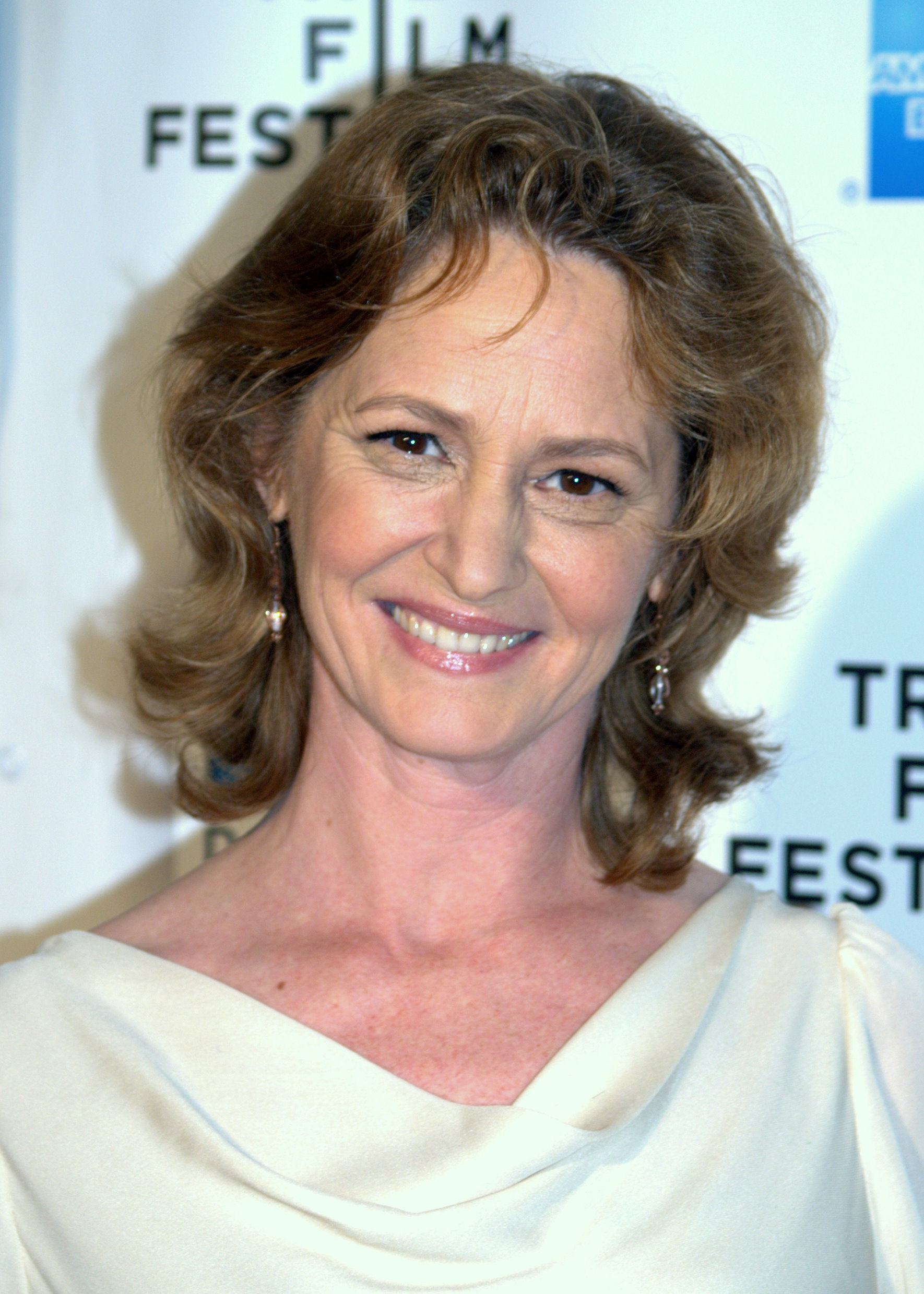
梅丽莎·里奥因《斗士》获女配角奖

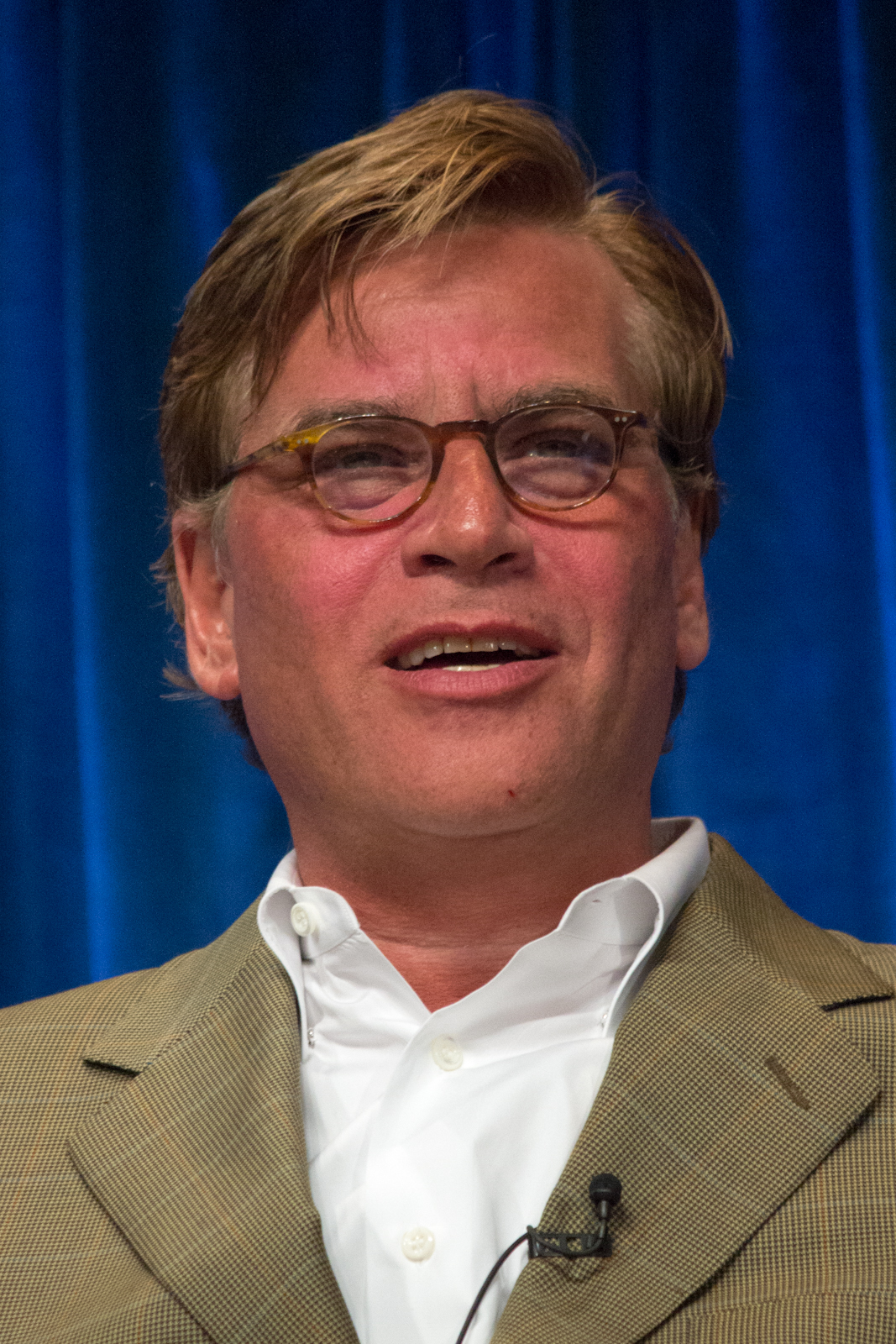
艾伦·索金因《社交网络》获原著改编奖

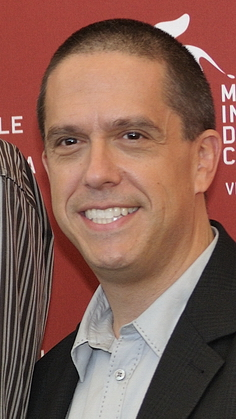
李·昂克里奇因《玩具总动员3》获动画长片奖

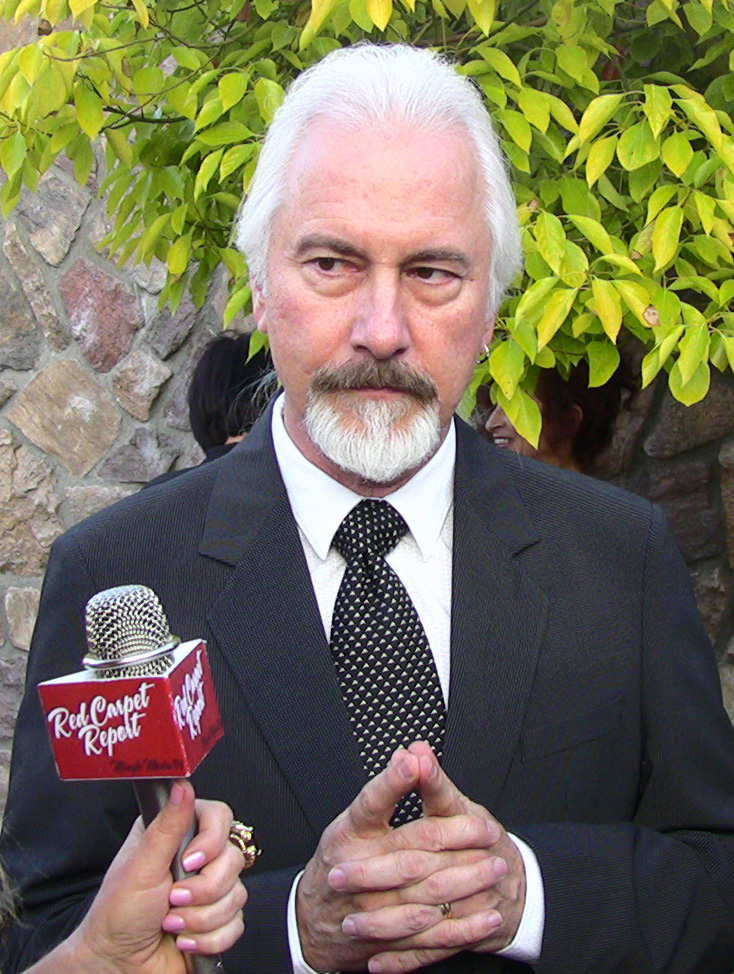
里克·贝克因《狼人》获化妆奖

获奖作品列在最上方一行，并且右侧会附上‡符号：
| 最佳影片 - 《国王的演讲》——伊安·坎宁（Iain Canning）、埃米尔·谢尔曼（Emile Sherman）和格莱斯·乌文（Gareth Unwin）‡ - 《127小时》——丹尼·博伊尔和克里斯蒂安·科尔森（Christian Colson） - 《黑天鹅》——斯科特·富兰克林（Scott Franklin）、迈克·麦达沃伊（Mike Medavoy）和布莱恩·奥利弗（Brian Oliver） - 《斗士》——大衛·霍伯曼、陶德·李柏曼和马克·沃尔伯格 - 《盗梦空间》——克里斯托弗·诺兰和艾玛·托马斯 - 《孩子们都很好》——加里·吉尔伯特（Gary Gilbert）、杰弗里·列维-欣特（Jeffrey Levy-Hinte）和席琳·拉特雷（Celine Rattray） - 《社交网络》——达纳·布努内蒂（Dana Brunetti）、切安·查芬（Ceán Chaffin）、迈克尔·德卢卡（Michael De Luca）和斯科特·鲁丁 - 《玩具总动员3》——达拉·安德森（Darla K. Anderson） - 《大地惊雷》——伊桑·科恩、乔尔·科恩和斯科特·鲁丁 - 《冬天的骨头》——阿利克斯·马迪根（Alix Madigan）和安娜·罗塞里尼（Anne Rosellini） | 导演 - 汤姆·霍珀——《国王的演讲》‡ - 达伦·阿伦诺夫斯基——《黑天鹅》 - 伊桑·科恩和乔尔·科恩——《大地惊雷》 - 大卫·芬奇——《社交网络》 - 大卫·欧·拉塞尔——《斗士》 |
| 男主角 - 科林·费尔斯——《国王的演讲》‡ - 哈维尔·巴登——《美错》（Biutiful） - 杰夫·布里吉斯——《大地惊雷》 - 杰西·艾森柏格——《社交网络》 - 詹姆斯·弗兰科——《127小时》 | 女主角 - 娜塔莉·波特曼——《黑天鹅》‡ - 安妮特·贝宁——《孩子们都很好》 - 妮可·基德曼——《兔子洞》 - 詹妮弗·劳伦斯——《冬天的骨头》 - 米歇尔·威廉姆斯——《蓝色情人节》 |
| 男配角 - 克里斯蒂安·贝尔——《斗士》‡ - 约翰·霍克斯——《冬天的骨头》 - 杰瑞米·雷纳——《城中大盗》 - 马克·鲁弗洛——《孩子们都很好》 - 杰弗里·拉什——《国王的演讲》 | 女配角 - 梅丽莎·里奥——《斗士》‡ - 艾米·亚当斯——《斗士》 - 海伦娜·博纳姆·卡特——《国王的演讲》 - 海莉·史坦菲德——《大地惊雷》 - 杰基·韦佛——《动物王国》 |
| 原著剧本 - 《国王的演讲》——大卫·塞德勒（David Seidler）‡ - 《又一年》（Another Year）——麦克·李 - 《斗士》——斯科特·西尔弗（Scott Silver）、保罗·塔马西（Paul Tamasy）和埃里克·约翰逊（埃里克·约翰逊） - 《盗梦空间》——克里斯托弗·诺兰 - 《孩子们都很好》——丽莎·查罗登科（Lisa Cholodenko）和斯图尔特·布拉姆博格（Stuart Blumberg） | 原著改编 - 《社交网络》——艾伦·索金改编自本·麦兹里奇（Ben Mezrich）的《Facebook：性爱与金钱、天才与背叛交织的秘辛》（The Accidental Billionaires）‡ - 《127小时》——丹尼·博伊尔和西蒙·博福伊（Simon Beaufoy）改编自艾伦·洛斯顿的《在岩石与险境间》 - 《玩具总动员3》——迈克尔·阿恩特、约翰·拉塞特、安德鲁·斯坦顿和李·安克里奇根据《玩具总动员》和《玩具总动员2》中的角色编剧 - 《大地惊雷》——伊桑·科恩和乔尔·科恩根据查尔斯·波蒂斯（Charles Portis）的同名小说改编 - 《冬天的骨头》——黛布拉·格兰尼克（Debra Granik）和安娜·罗塞里尼根据丹尼尔·伍德里尔（Daniel Woodrell）的同名小说改编 |
| 动画长片 - 《玩具总动员3》——李·昂克里奇‡ - 《驯龙高手》——克里斯·桑德斯和迪恩·德布洛斯 - 《魔术师》（L'illusionniste）——西维亚·乔迈（Sylvain Chomet） | 外语片 - 《更好的世界》（丹麦，丹麦语）——苏珊娜·比尔‡ - 《美错》（墨西哥，西班牙语）——亚利桑德罗·冈萨雷斯·伊纳里多 - 《狗牙》（Κυνόδοντας，希腊，希腊语）——欧格斯·兰斯莫斯（Yorgos Lanthimos） - 《焦土之城》（Incendies，加拿大、法语）——丹尼斯·维勒弗 - 《法外之徒》（，阿尔及利亚，阿拉伯语）——拉契得·波查拉（Rachid Bouchareb） |
| 纪录长片 - 《监守自盗》——查尔斯·弗格森（Charles H. Ferguson）和奥黛丽·马斯（Audrey Marrs）‡ - 《画廊外的天赋》——班克斯和贾米·克鲁兹（Jaimie D'Cruz） - 《天然气之地》（Gasland）——乔什·福克斯（Josh Fox）和特里什·艾德里斯克（Trish Adlesic） - 《雷斯特雷波》（Restrepo）——蒂姆·赫瑟林顿（Tim Hetherington）和塞巴斯蒂安·荣格尔（Sebastian Junger） - 《垃圾场》（Waste Land）——露西·沃克（Lucy Walker）和安格斯·艾因斯利（Angus Aynsley） | 纪录短片 - 《不再是陌生人》——凯伦·古德曼（Karen Goodman）和柯克·西蒙（Kirk Simon）‡ - 《名义杀戮》（Killing in the Name）——杰德·罗斯坦（Jed Rothstein） - 《海报女郎》（Poster Girl）——萨拉·奈森（Sara Nesson） - 《旭日东升》（Sun Come Up）——詹妮弗·雷德芬恩（Jennifer Redfearn）和蒂姆·梅茨格（Tim Metzger） - 《仇岗卫士》——杨紫烨和托马斯·列农（Thomas Lennon） |
| 短片 - 《爱神》——卢克·梅瑟尼（Luke Matheny）‡ - 《自白》（The Confession）——塔内尔·托奥姆（Tanel Toom） - 《情窦初开（The Crush）——迈克尔·克雷（Michael Creagh） - 《和你》（Na Wewe）——伊万·戈尔德施密特（Ivan Goldschmidt） - 《143号愿望》（Wish 143）——伊恩·巴恩斯（Ian Barnes） | 动画短片 - 《失物招领》——安德鲁·鲁赫曼（Andrew Ruhemann）和陈志勇‡ - 《日與夜》——泰迪·牛顿（Teddy Newton） - 《咕噜牛》（The Gruffalo）——马克思·朗（Max Lang）和雅各布·舒（Jakob Schuh） - 《举手之劳害地球》（Let's Pollute）——吉弗威·伯德（Geefwee Boedoe） - 《马达加斯加：旅行日记》（Madagascar, a Journey Diary）——巴斯蒂恩·迪布瓦（Bastien Dubois） |
| 原创配乐 - 《社交网络》——特伦特·雷诺和阿提克斯·羅斯‡ - 《127小时》——A·R·拉曼 - 《驯龙高手》——约翰·鲍威尔 - 《盗梦空间》——汉斯·季默 - 《国王的演讲》——亚历山大·德斯普拉 | 原创歌曲 - 《》（《玩具总动员3》插曲）——词曲：兰迪·纽曼‡ - 《》（《乡谣情缘》插曲）——词曲：汤姆·道格拉斯（Tom Douglas）、希拉里·林赛（Hillary Lindsey）和特洛伊·贝赫斯（Troy Verges） - 《》（《魔发奇缘》插曲）——作曲：亚伦·孟肯，作词：格伦·斯莱特（Glenn Slater） - 《》（《127小时》插曲）——作曲：A·R·拉曼作词：罗洛·阿姆斯特朗（Rollo Armstrong）和蒂朵 |
| 音效剪辑 - 《盗梦空间》——理查德·金（Richard King）‡ - 《玩具总动员3》——汤姆·迈尔斯（Tom Myers）和迈克尔·席维斯（Michael Silvers） - 《创：战纪》——格温多林·耶茨·惠特尔（Gwendolyn Yates Whittle）和艾迪生·蒂格（Addison Teague） - 《大地惊雷》——斯吉普·里埃弗塞（Skip Lievsay）和克雷格·伯基（Craig Berkey） - 《危情时速》——马克·斯托金格（Mark P. Stoeckinger） | 音效 - 《盗梦空间》——罗拉·希尔施贝格、加里·瑞佐、埃德·诺维克‡ - 《国王的演讲》——保罗·汉布林、马丁·詹森、约翰·米德格雷 - 《特工绍特》——杰弗里·哈布什、格雷格·拉塞尔、史考特·米蘭、威廉·萨罗金 - 《社交网络》——伦·克莱斯、大卫·帕克、迈克尔·斯曼内科、马克·韦恩加滕 - 《大地惊雷》——斯基普·列夫赛、克莱格·伯奇、格雷格·奥尔洛夫、彼得·库尔兰 |
| 艺术指导 - 《爱丽丝梦游仙境》——艺术指导：罗伯特·斯特罗姆伯格；内部装饰：卡伦·奥哈拉（Karen O'Hara）‡ - 《哈利·波特与死亡圣器（上）》——艺术指导：斯图尔特·克莱格（Stuart Craig）；内部装饰：斯蒂芬妮·麦克米兰（Stephenie McMillan） - 《盗梦空间》——艺术指导：盖伊·亨德里克斯·戴亚斯（Guy Hendrix Dyas）；内部装饰：拉里·迪亚斯（Larry Dias）和道格·莫厄特（Doug Mowat） - 《国王的演讲》——艺术指导：伊芙·斯图尔特（Eve Stewart）；内部装饰：朱迪·法尔（Judy Farr） - 《大地惊雷》——艺术指导：杰西·冈作（Jess Gonchor）；内部装饰：南茜·黑格（Nancy Haigh） | 摄影 - 《盗梦空间》——沃利·菲斯特‡ - 《黑天鹅》——马修·利巴提克（Matthew Libatique） - 《国王的演讲》——丹尼·科恩 - 《社交网络》——杰夫·克隆威斯（Jeff Cronenweth） - 《大地惊雷》——罗杰·狄金斯 |
| 化妆 - 《狼人》——里克·贝克和戴夫·埃尔西（Dave Elsey）‡ - 《巴尼的人生》——阿德里安·莫罗特（Adrien Morot） - 《回来的路》（The Way Back）——爱德华··恩里克斯（Edouard F. Henriques）、格雷戈里·芬克（Gregory Funk）和约兰达·塔辛（Yolanda Toussieng） | 服装设计 - 《爱丽丝梦游仙境》——柯琳·阿特伍德‡ - 《私情．狂》——安东内拉·坎纳罗齐（Antonella Cannarozzi） - 《国王的演讲》——珍妮·碧万（Jenny Beavan） - 《暴风雨》——桑迪·鲍威尔（Sandy Powell） - 《大地惊雷》——玛丽·索弗瑞斯（Mary Zophres） |
| 剪辑 - 《社交网络》——安格斯·瓦尔（Angus Wall）和柯克·巴克斯特（Kirk Baxter）‡ - 《127小时》——约翰·哈里斯（Jon Harris） - 《黑天鹅》——安德鲁·韦斯布鲁姆（Andrew Weisblum） - 《斗士》——帕梅拉·马丁（Pamela Martin） - 《国王的演讲》——塔里克·安瓦尔（Tariq Anwar） | 视觉效果 - 《盗梦空间》——保罗·富兰克林（Paul Franklin）、克里斯·科伯尔德（Chris Corbould）、安德鲁·洛克利（Andrew Lockley）和彼得·贝布（Peter Bebb）‡ - 《爱丽丝梦游仙境》——肯·拉斯顿（Ken Ralston）、大卫·绍布（David Schaub）、凯里·维勒加斯（Carey Villegas）和肖恩·菲利普斯（Sean Phillips） - 《哈利·波特与死亡圣器（上）》——蒂姆·伯克（Tim Burke）、约翰·理查森（John Richardson）、克里斯蒂安·曼茨（Christian Manz）和尼古拉斯·阿萨蒂（Nicolas Aithadi） - 《生死接觸》（Hereafter）——迈克尔·欧文斯（Michael Owens）、布莱恩·格里尔（Bryan Grill）、史蒂芬‧科扬斯基（Stephan Trojanski）和乔·法雷尔（Joe Farrell） - 《钢铁侠2》——简尼克·西尔斯（Janek Sirrs）、本·斯诺（Ben Snow）、盖德·赖特（Ged Wright）和丹尼尔·萨迪克（Daniel Sudick）       |

### 荣誉奖项
美国电影艺术与科学学院于2010年11月13日举办第二届学院主席奖颁奖典礼，颁发了以下奖项：

#### 奥斯卡荣誉奖
- 凯文·布朗洛（Kevin Brownlow）
- 让-吕克·戈达尔
- 埃里·瓦拉赫

#### 欧文··托尔伯格纪念奖
- 弗朗西斯·福特·科波拉

### 提名和获奖大户
| 提名数 | 片名                          |
| ------ | ----------------------------- |
| 12     | 《国王的演讲》                |
| 10     | 《大地惊雷》                  |
| 8      | 《盗梦空间》                  |
| 8      | 《社交网络》                  |
| 7      | 《斗士》                      |
| 6      | 《127小时》                   |
| 5      | 《黑天鹅》                    |
| 5      | 《玩具总动员3》               |
| 4      | 《孩子们都很好》              |
| 4      | 《冬天的骨头》                |
| 3      | 《爱丽丝梦游仙境》            |
| 2      | 《美错》                      |
| 2      | 《哈利·波特与死亡圣器（上）》 |
| 2      | 《驯龙高手》                  |

| 获奖数 | 片名               |
| ------ | ------------------ |
| 4      | 《盗梦空间》       |
| 4      | 《国王的演讲》     |
| 3      | 《社交网络》       |
| 2      | 《爱丽丝梦游仙境》 |
| 2      | 《斗士》           |
| 2      | 《玩具总动员3》    |

## 颁奖和表演嘉宾
以下人士出场颁发了奖项或表演节目：

### 颁奖嘉宾（按出场顺序排列）
| 姓名                                             | 角色                                                                   |
| ------------------------------------------------ | ---------------------------------------------------------------------- |
| 汤姆·凯恩                                        | 第83届奥斯卡颁奖典礼报幕员                                             |
| 汤姆·汉克斯                                      | 颁发艺术指导奖和摄影奖                                                 |
| 柯克·道格拉斯                                    | 颁发女配角奖                                                           |
| 米拉·库尼斯 贾斯汀·汀布莱克                      | 颁发动画短片奖和动画长片奖                                             |
| 哈维尔·巴登 乔什·布洛林                          | 颁发原著改编奖和原著剧本奖                                             |
| 拉塞尔·布兰德 海伦·米伦                          | 颁发外语片奖                                                           |
| 瑞茜·威瑟斯彭                                    | 颁发男配角奖                                                           |
| 汤姆·谢拉克 安妮·斯威尼（迪斯尼ABC电视集团总裁） | 特别出场宣布美国电影艺术与科学学院和美国广播公司之间的电视转播协议续约 |
| 妮可·基德曼 休·杰克曼                            | 引出过去电影音乐精选曲目的现场表演 颁发原创配乐奖                      |
| 马修·麦康纳 斯嘉丽·约翰逊                        | 颁发音效奖和音效剪辑奖                                                 |
| 玛丽莎·托梅                                      | 科技成果奖颁奖片段                                                     |
| 凯特·布兰切特                                    | 颁发化妆奖和服装设计奖                                                 |
| 凯文·斯派西                                      | 引出原创歌曲奖提名作品《》和《》的现场表演                             |
| 杰克·吉伦哈尔 艾米·亚当斯                        | 颁奖纪录短片奖和短片奖                                                 |
| 奥普拉·温弗瑞                                    | 颁发纪录长片奖                                                         |
| 比利·克里斯托                                    | 引出鲍勃·霍普主持第25届奥斯卡颁奖典礼的存档镜头数字投影                |
| 鲍勃·霍普（存档镜头/数字投影）                   | 介绍小罗伯特·唐尼和裘德·洛上当颁奖                                     |
| 小罗伯特·唐尼 裘德·洛                            | 颁发视觉效果奖和剪辑奖                                                 |
| 詹妮弗·哈德森                                    | 引出原创歌曲奖提名作品《》和《》的现场演出 颁发原创歌曲奖              |
| 哈莉·贝瑞                                        | 引出向莱娜·霍恩致敬的片段                                              |
| 凯瑟琳·毕格罗 希拉里·斯旺克                      | 颁发导演奖                                                             |
| 安妮特·贝宁                                      | 颁发荣誉奖和欧文·G·托尔伯格纪念奖                                      |
| 杰夫·布里吉斯                                    | 颁发女主角奖                                                           |
| 桑德拉·布洛克                                    | 颁发男主角奖                                                           |
| 史蒂文·斯皮尔伯格                                | 颁发最佳影片奖                                                         |

### 表演嘉宾（按出场顺序排列）
| 姓名                            | 角色          | 表演                                     |
| ------------------------------- | ------------- | ---------------------------------------- |
| 威廉·罗斯                       | 音乐编排 指挥 | 管弦乐                                   |
| 安妮·海瑟薇                     | 表演者        | 《悲惨世界》插曲《》                     |
| 蘭迪·紐曼                       | 表演者        | 《玩具总动员3》插曲《》                  |
| 扎克瑞·莱维 亚伦·孟肯 曼迪·穆尔 | 表演者        | 《魔发奇缘》插曲《》                     |
| A·R·拉曼 弗洛伦丝·威尔奇        | 表演者        | 《127小时》插曲《》                      |
| 格温妮斯·帕特洛                 | 表演者        | 《乡谣情缘》（Country Strong）插曲《》                 |
| 席琳·狄翁                       | 表演者        | 在纪念去世影人环节献唱歌曲《》           |
| PS22合唱团                      | 表演者        | 在晚会接近尾声时演唱《绿野仙踪》插曲《》 |

## 典礼资讯
2010年6月，美国电影艺术与科学学院聘请曾获奥斯卡金像奖肯定的制片人布鲁斯·科恩（Bruce Cohen）和资深电视制作人唐·米斯彻（Don Mischer）负责本届晚会的制作。“我对布鲁斯和唐接受邀请，制作和导演第83届奥斯卡颁奖典礼电视转播感到欣喜若狂，”学院主席汤姆·谢拉克表示，“他们在制作首届学院主席奖上所做的工作十分出色，我非常有信心，他们会利用自己的创造力和非凡才华，呈现出最让人难忘的奥斯卡颁奖典礼”。为了给晚会带来更年轻的面孔，科恩和米斯彻请来男演员詹姆斯·弗兰科和女演员安妮·海瑟薇共同主持2011年的颁奖典礼。“詹姆斯·弗兰科和安妮·海瑟薇是好莱坞新一代的代表——新鲜、刺激、多才多艺。我们希望能在2月27日通过奥斯卡（实况）转播展示他们的出众才华，同时也给世界带去娱乐，”科恩和米斯彻表示“对詹姆斯和安妮都将与我们优秀的创作团队携手达成这一目标感到激动万分”。第83届奥斯卡颁奖典礼也由此成为首届由一男一女两位主持人共同主持的奥斯卡颁奖晚会。这时年仅28岁的海瑟薇也成为历史上最年轻的奥斯卡主持人。
电影艺术与科学学院宣布，这年的颁奖晚会是“历史上最具互动性的颁奖典礼”。为此学院将官方网站更新，不但列有所有提名和获奖者，还有电影预告片和学院与美国广播公司制作的独家片段。同时，人们还可以通过学院的和页面向出席晚会的演员或名流提问，颁奖典礼前的红地毯走秀会有4位主持人，其中1位会向提名人或其他出席人士询问获选的问题。用户还可以在支付4.99美元后在线访问20余段短片，其内容包括红地毯秀、颁奖典礼及其后的舞会。另外，还有多台摄像机采用360度全景拍摄，观众可以自行选择想要的角度。
此外还有多人参与颁奖典礼的制作。威廉·罗斯（William Ross）担任颁奖典礼的音乐总监和乐队指挥。艺术指导设计师史蒂夫·巴斯（Steve Bass）为晚会设计了新的舞台。《娱乐周刊》专栏作家、电视明星戴夫·卡格尔（Dave Karger）迎接踏入红地毯的来宾。设计师马克·弗里德兰（Marc Friedland）采用高亮度彩色金笺纸设计了新的信封，用来盛放胜出者名单，信封的封口内衬有红色油漆，还带有印上奥斯卡小金人的绸缎金箔。电视节目主持人克里斯·哈里森主持每周一期的幕后花絮短片博客《奥斯卡之路》（Road to the Oscars）来为晚会造势。22童声合唱团在晚会结束时表演《绿野仙踪》插曲。

### 提名电影票房表现
截至2011年1月25日提名公布时，全部10部获最佳影片奖提名的电影中有3部在美国和加拿大市场收获了超过1亿美元票房，与上届的5部相比减少了2部。10部电影到提名时共计取得12亿美元的票房，这个数字与以往历年相比仅次于2009年，平均每部收入1亿1930万美元。
提名公布时，10部获最佳影片奖提名的电影中有2部正处于票房榜前10位。其中《玩具总动员3》以4亿1490万美元居首；另一部位于票房榜十强的是《盗梦空间》，进账2亿9250万美元。另外8部电影的票房分别为：收入1亿3790万美元的《大地惊雷》、进账9540万美元的《社交网络》、收入8320万美元的《黑天鹅》、进账7260万美元的《斗士》、收入5730万美元的《国王的演讲》、进账2080万美元的《孩子们都很好》、收入1120万美元的《127小时》和进账620万美元的《冬天的骨头》。
在2010年美国电影票房50强中，共有15部电影获得了共计55项提名。其中《玩具总动员3》（冠军）、《盗梦空间》（第5名）、《驯龙高手》（第9名）、《大地惊雷》（第17名）、《社交网络》（第29位）、《城中大盗（第32位）、《黑天鹅》（第38位）和《斗士》（第45位）获得了最佳影片、动画长片、导演或任意一项演员、编剧类奖项提名。另外7部获提名的电影分别是《爱丽丝梦游仙境》（亚军）、《钢铁侠2》（季军）、《哈利·波特与死亡圣器（上）》（第6位）、《魔发奇缘》（第10位）、《创：战纪》（第12位）、《特工绍特》（第21位）和《危情时速》（第39位）。

### 专业评价
大部分媒体出版物对本届颁奖晚会的评价欠佳。影评人罗杰·埃伯特表示：“虽然有很多实至名归的提名电影，但本届奥斯卡颁奖典礼却沉闷、缓慢、无趣到让人难受，詹姆斯·弗兰科和安妮·海瑟薇的主持组合很不相配。或许她（指海瑟薇）在一旁很好地陪衬了另一位主持人，但弗兰科的表现却如同机器人般单调乏味。”埃伯特接下来称赞了多位胜出者，但在最后总结晚会时用了这样4个字：“一！潭！死！水！”。《好莱坞报道》电视评论员蒂姆·古德曼（Tim Goodman）称“这可能是历史上最糟糕的一次奥斯卡电视转播”，他认为把电影界最重大的夜晚交给这样两位演员来主持是件“糟糕而危险”的事。古德曼还表示，奥斯卡颁奖典礼仿佛某种无聊的节庆，看起来还会无精打采但却坚持不懈地办下去。《圣路易斯邮报》（St. Louis Post-Dispatch）的盖尔·彭宁顿（Gail Pennington）在评论中批评晚会感觉就像表现差劲的《周六夜现场》，拖沓、怪异，而且也没有什么特别强的娱乐性。对于两位主持人，彭宁顿称海瑟薇“至少努力了”，但弗兰科则“看起来半梦半醒，或者是刚吸了大麻，正在神游状态。”
也有少数媒体对节目有较为正面的评价。《娱乐周刊》电视评论员肯·塔克（Ken Tucker）认为，颁奖典礼“轻松风趣、充满智慧、泰然自若，安妮·海瑟薇和詹姆斯·弗兰科都是了不起的奥斯卡主持。他们的态度充满敬意，同时又不致令人感觉太过正式，两者结合，给予这个夜晚恰当的基调，无论是在编排计划以内、还是即兴发挥的部分，都让人愉悦的同时又充满惊喜。”在他看来，这无疑是个“充满乐趣、节奏轻快的夜晚。”。玛丽·麦克纳马拉（Mary McNamara）在《洛杉矶时报》上表示，两位主持人似乎是在向不求有功，但求无过的方向努力，他们知道自己无法像吉米·法伦主持艾美奖那样光芒四射，但至少不要像主持这年金球奖的瑞吉·葛文那样沦为早间电视节目的笑柄。最终晚会表现中规中矩，算不上拖拉，也没有多少高调，但这场花哨的节目持续时间还是很长。在她看来，这个夜晚总体给人一种例行工事般的奇怪感觉，胜出者大都可以预料，所以让人感觉有些麻木，每位获奖演员在台上致谢的时间无论拖多久都不会被乐队打断。

### 收视率
本届颁奖典礼通过美国广播公司在美国直播，其播出时段裡平均有3790万观众收看，与前一年相比降低了9%。估计曾观看部分时段节目的观众总数有7130万。从尼尔森收视率调查的数据看，节目的表现也不及前两年，吸收了21.2%的家庭收看，收视率超过33%。此外，晚会在18至49岁年龄段人群中获得的收视率有11.8 / 30，这表明当时美国该年龄段人群中有11.8%收看这集节目，如果只统计当时有看电视的这一年龄段观众群，则收视率有30%。

## 纪念
奥斯卡颁奖典礼上一年一度的“纪念”致敬环节旨在纪念过去一年中逝世的业内人士，席琳·狄翁在本场晚会的这一环节表演查理·卓别林的歌曲（意为《微笑》），纪念了以下人士：
| - 约翰·巴里 - 格兰特·麦克昆（Grant McCune） - 托尼·柯蒂斯 - 爱德华·利马托（Edward Limato） - 汤姆·曼凯维奇（Tom Mankiewicz） - 格劳瑞亚·斯图尔特 - 威廉·弗兰克（William A. Fraker） - 约瑟夫·施特里克（Joseph Strick） - 莱昂内尔·杰夫瑞斯（Lionel Jeffries） - 萨利·门克（Sally Menke） - 罗尼·查森（Ronni Chasen） - 莱斯利·尼尔森 - 罗伯特·B·拉德尼兹（Robert B. Radnitz） - 克劳德·夏布洛尔 - 皮特·波斯尔思韦特 - 比尔·利特尔约翰（Bill Littlejohn） - 皮埃尔·古弗罗伊（Pierre Guffroy） - 帕德里夏·妮尔 - 乔治·海肯卢珀 - 欧文·拉维奇（Irving Ravetch） - 罗伯特·考普（Robert Culp） | - 罗伯特·波义耳（Robert F. Boyle） - 马里奥·莫尼切利 - 琳恩·雷德格雷夫 - 埃特奥特·卡斯特纳（Elliott Kastner） - 戴迪·艾伦（Dede Allen） - 彼得·叶茨 - 安妮·弗朗西斯 - 阿瑟·佩恩（Arthur Penn） - 赛奥尼·奥尔德里奇（Theoni Aldredge） - 苏珊娜·约克 - 罗纳德·尼姆（Ronald Neame） - 大卫·L·沃尔泊（David L. Wolper） - 吉尔·克莱伯勒 - 艾伦·休谟（Alan Hume） - 厄文·克什纳 - 丹尼斯·霍珀 - 迪诺·德·劳伦提斯 - 布莱克·爱德华兹 - 凯文·麦卡锡 - 莱娜·霍恩 |

纪念环节即将结束时，女演员哈莉·贝瑞上台引出片段，她在其中演唱《暴风雪》（Stormy Weather）同名主题曲，以此来向莱娜·霍恩致敬。